# Fitchia (Asteraceae)
Fitchia là một chi thực vật có hoa trong họ Cúc (Asteraceae).

## Loài
Chi Fitchia gồm các loài:
- Fitchia cordata M.L.Grant & Carlq. - Bora Bora
- Fitchia cuneata J.W.Moore - Raiatea, Tahaa
- Fitchia mangarevensis F.Br. - Tuamotu
- Fitchia nutans Hook.f. - Tahiti
- Fitchia rapensis F.Br. - Tubuai
- Fitchia speciosa Cheeseman - Cook Islands; naturalized in Hawaii
- Fitchia tahitensis Nadeaud - Tahiti